# 指名手配 (テレビ番組)
『指名手配』（しめいてはい）は、2004年10月6日から2005年3月30日までテレビ朝日で放送されていた深夜バラエティ番組である。正式タイトルは「この顔にピン!ときたら指名手配」。司会はお笑いコンビ・さまぁ〜ずと同オセロの松嶋尚美。

## 概要
毎週ある特定の芸能人を「指名手配」にかけ、手配者の各所での目撃情報を視聴者から募集。番組は司会者と指名手配された芸能人（ゲスト）のトーク形式で、タレコミ情報の真相や裏話などを聞き出した。
タレコミ情報はライブドアサイト内の番組公式ページで募集、タレコミが採用された投稿者には報奨金が与えられた。また、ゲストの私物を番組が「押収」し、押収物はライブドアのチャリティーオークションにかけられた。

## 出演者
レギュラー出演
- さまぁ〜ず（大竹一樹・三村マサカズ）
- 松嶋尚美（オセロ）

ゲスト出演（指名手配者）
指名手配順（番組公式サイトにおけるFileナンバー順）。
1. 三村マサカズ[1]
2. 若槻千夏
3. 原口あきまさ
4. 川村ひかる
5. 宇梶剛士
6. 根本はるみ
7. はなわ
8. 浅香唯
9. インリン・オブ・ジョイトイ
10. 安めぐみ
11. 森下千里
12. あびる優
13. だいたひかる
14. さとう珠緒
15. 高山善廣
16. 及川奈央
17. ふかわりょう
18. 吉岡美穂
19. ユンソナ
20. オアシズ（光浦靖子・大久保佳代子）
21. KABA.ちゃん
22. 蒼井そら
23. 安田美沙子
24. 木下あゆ美
25. 菊地美香
26. ボビー・オロゴン
27. くまきりあさ美
28. 山本梓

## 主題歌
エンディングテーマ
- 湘南乃風『L.A.P.〜One Love〜』

## スタッフ
- 構成：北本かつら ほか
- ディレクター：手塚公一（イースト）、佐藤俊一郎 ほか
- プロデューサー：長澤剛史／浦輝久（イースト）
- 技術協力：ヌーベルバーグ (撮影技術)、ヌーベルPC (編集・MA)、クジラノイズ (音響効果)
- 美術協力：アイエヌジー
- 制作：テレビ朝日、イースト